# 彼女はFuture-rhythm
「彼女はFuture-rhythm」（かのじょはフューチャー・リズム）は、大沢誉志幸の6枚目のシングル。1985年4月21日にEPICソニーよりレコード盤でリリース。同年発売のアルバム『in・Fin・ity』からの先行シングル曲である。初回パッケージはハードペーパースリーブ仕様。
同年6月21日にはダンスミックス・アレンジの12インチシングル盤もリリースされた（B面は「そして僕は途方に暮れる」12インチ・バージョン）。

## 解説
それまで大沢の楽曲の編曲担当だった大村雅朗から、当時PINKの中心的メンバーだったホッピー神山に交代となった初めてのシングル。ダンサブルな曲調で、作詞作曲双方を大沢が担当している。シングル・バージョンとアルバム・バージョンは若干異なる。12インチ・バージョンは、よりアレンジを強調したものとなっている。

## 収録曲
レコード盤
1. 彼女はFuture-rhythm　（3分43秒）
  - 作詞・作曲：大沢誉志幸／編曲：HOPPY神山
2. 熱にうかされて 　（4分13秒）
  - 作詞・作曲：大沢誉志幸／編曲：HOPPY神山

アルバム『in・Fin・ity』に収録されている楽曲。

12インチシングル盤
1. 彼女はFuture-rhythm(Special Dance Mix)
  - 作詞・作曲：大沢誉志幸／編曲：HOPPY神山
2. そして僕は途方に暮れる(Special Dance Mix)
  - 作詞：銀色夏生／作曲：大沢誉志幸／編曲：大村雅朗

## バージョン
「彼女はFuture-rhythm」にはいくつかのバージョンが存在し、各アルバム・シングルに収録されている。
- シングルバージョン　（3分43秒） - 編曲：HOPPY神山
  - 「彼女はFuture-rhythm」シングル
  - 『THE LEGEND』
  - 『TraXX －Yoshiyuki Ohsawa Single Collection－』
- アルバムバージョン　（4分06秒） - 編曲：HOPPY神山
  - 『in・Fin・ity』
- Special Mixed Blend ―12 inch バージョン　（6分08秒） - 編曲：HOPPY神山
  - 「彼女はFuture-rhythm(Special Dance Mix)」12インチシングル
  - 『Frenzy2』

## 参考資料
- アルバム『in・Fin・ity』（EPICソニー、1985年）
- アルバム『Frenzy2』（EPICソニー、1985年）
- アルバム『TraXX －Yoshiyuki Ohsawa Single Collection』（ソニー・ミュージックダイレクト、2010年）